# 電車唱歌
電車唱歌（でんしゃしょうか）は、1900年に発表された鉄道唱歌を参考に制作された路面電車（市電）の数え歌。いくつかの都市で地理教育や宣伝を目的として制作されたが、特に東京と大阪の2都市の路面電車を対象に制作されたものがよく知られている。

## 概要
- 「東京地理教育電車唱歌」 - 1905年10月発表

当時、東京電車鉄道（電鉄）・東京市街鉄道（街鉄）・東京電気鉄道（外濠線）の3社によって運営されていた東京市の路面電車（1906年に3社合併で東京鉄道、1911年の市営化で東京市電となり、1943年には東京府と東京市の合同で東京都が発足したため東京都電となる）を、丸の内の現在日比谷駅が置かれている付近を起点に靖国神社まで、東京市内を巡る形によって全52番で歌う。作詞者：石原和三郎、作曲者：田村虎蔵（鉄道唱歌作曲者の一人）
1.玉の宮居は丸の内　近き日比谷に集まれる　電車の道は十文字　まず上野へと遊ばんか
- 「大阪市街電車唱歌」 - 1908年7月発表

梅田を起点に大阪市電によって市内を回り、大阪港の天保山に至るまでを全21番で歌う。発表された3ヶ月後の12月28日に南北線の梅田停車場前 - 大江橋間が延伸開業した事に伴い歌詞が一部変更されている。歌詞変更以前は全20番であった。作詞者：大和田建樹（鉄道唱歌の作詞者）、作曲者：田村虎蔵（前述）
1.春咲く花の梅田より　乗り出す電車心地よく　曽根崎新地打ち過ぎて　行くや堂島中の島

その他には以下のものがある。
- 「地理教育電車唱歌」・「地理教育市街電車唱歌」 - 1905年9月発表
- 「地理教育外濠電車唱歌」 - 1905年10月発表

東京市電の前身となった、前述3社の路線について歌ったもので、それぞれ57番まである。作詞者：中川柳涯、作曲者：深谷白川（二人ともこれら以外の作品は発見されておらず、名前以外は不明である）
1.君の御稜威は千代八千代　環の如くはてしなく　栄ゆる御代を外濠の　線は祝ふて廻るなる
- 「阪神電車唱歌」 - 1908年発表

大阪市の梅田を起点として、神戸市の滝道まで本線を全22番で歌う。阪神電気鉄道の宣伝を兼ねている。作詞者：大和田建樹、作曲者：田村虎蔵
1.大阪城の松よりも　栄えは尽きぬ大阪市　めぐる電車を乗り換えて　出で立つ梅田の停車場
- 「神戸電車唱歌」 - 1910年発表

神戸市電の全身である神戸電気鉄道の路線について歌ったもので、前編と後編のそれぞれ20番まである。前編は春日野道を出でて楠公前まで、後編では楠公前から兵庫駅前に至る。
1.豊栄（とよさか）昇る日ノ本の　進みゆく世のみめぐみや　昔は浦の一漁村　今は名高き開港場
- 「箕面有馬電車唱歌」 - 1910年発表

梅田駅を起点として、現在の阪急宝塚本線及び箕面線を全15番で歌う。阪急電鉄の前身である箕面有馬電気軌道の専務小林一三が、宣伝を兼ねて沿線地域に積極的にアピールした。作詞者・作曲者不明
1.東風（こち）ふく春に魁（さきが）けて　開く梅田の東口　行きかう汽車を下に見て　北野に渡る跨線橋

## 関連書籍
- 林順信 『東京市電名所図絵』 JTB、2000年。ISBN 978-4533035623

中川・深谷による三部作の全歌詞を掲載